# El Hormiguero
El Hormiguero é um talk show televisivo produzido pela 7yacción para o canal espanhol Antena 3 e Cuatro.
É o programa de entretenimento mais assistido da televisão espanhola. O seu popular formato foi adquirido por vários países da América Latina, entre eles Equador, Panamá, Colômbia, Venezuela, Uruguai  e Brasil, como o nome de O Formigueiro.

## Prêmios
Vencedor do prêmio Nacional de Televisión 2016, El Hormiguero também foi premiado com o Rosa de Ouro e TP de Oro, 10 Premios Iris, além de duas nomeações ao Emmy Internacional.